# 부르생크리스토프
부르생크리스토프(프랑스어: Bourg-Saint-Christophe)는 프랑스 오베르뉴론알프 앵주의 코뮌이다. 코티에르 지방 내에 위치해 있으며 메지미외, 페루주, 벨리뉴와 접한다. 이 지역 사람들은 '부르투아르' (Bourtoirs / Bourtoires)라고 부른다.

## 역사

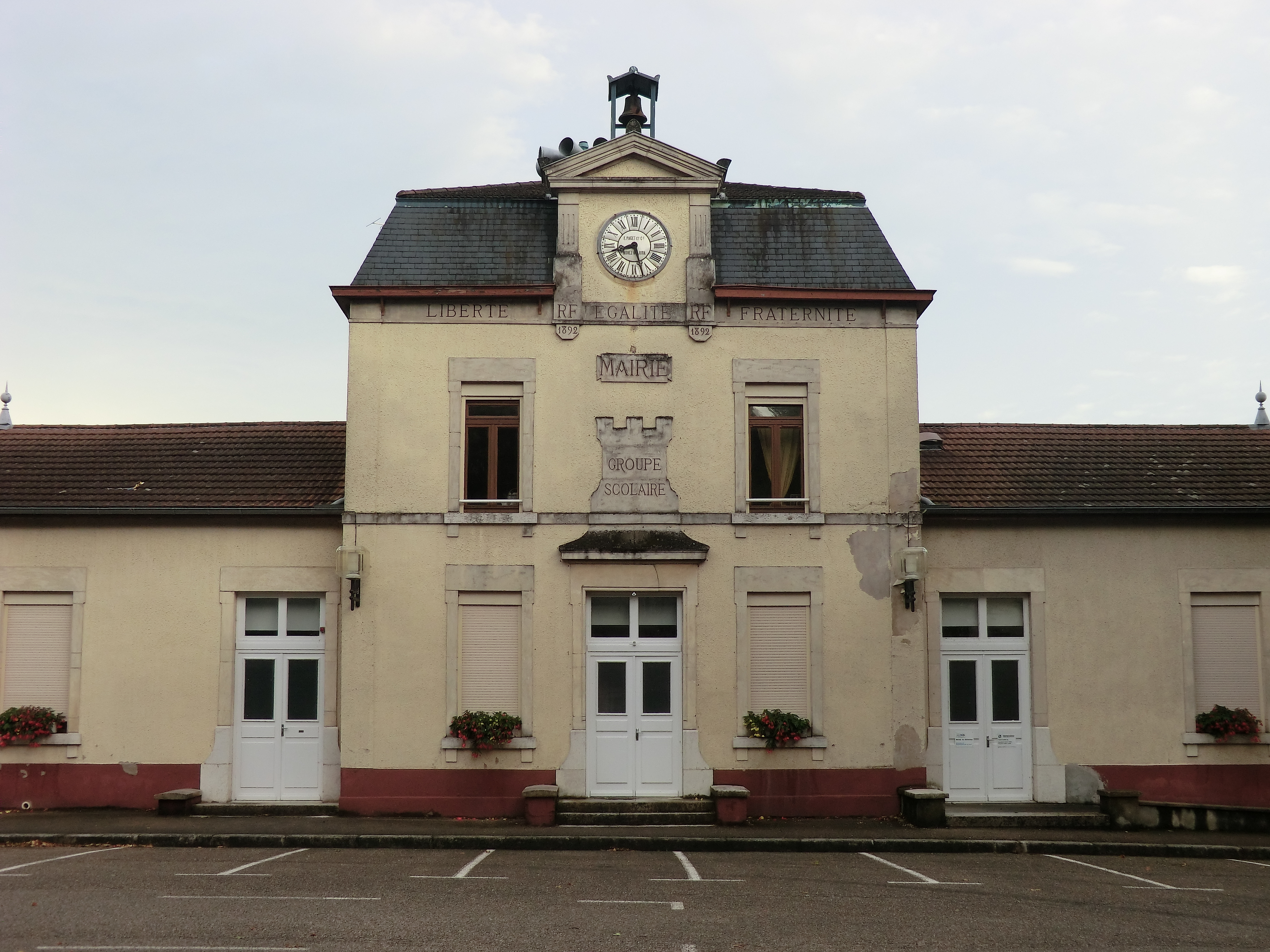
부르생크리스토프 시청 겸 학교 (1892년)

부르생크리스토프는 12세기경부터 조성된 것으로 추측되며, 1233년~1239년에는 보죄의 앙베르 5세가 생랑베르탕뷔제 수도원으로부터 해당 지역의 영주권을 넘겨받았다. 부르생크리스토프의 성은 1319년경 보죄 영주를 위해 지어졌다..
이후 빈 도피네 (영주)이었던 앙베르가 바레 전투에서 포로로 잡힌 랑송 드 기샤르 (당시 보죄 영주)으로부터 몸값으로 부르생크리스토프 지역의 영주권을 넘겨받았다. 1349년 3월 29일에는 로마 조약에 따라 프랑스 왕국으로 도피네 할양이 이뤄지면서 부르생크리스토프 지역도 프랑스 왕국의 영토가 되었으며, 1354년 1월 5일에는 파리 조약이 체결되면서 사보이아 백국의 영토로 넘어갔다.
1400년 7월 23일에는 보죄 영주였던 에두아르 2세가 루이 2세 당시 부르봉 공작에게 영주권을 넘겨주었다. 이후 1468년 9월 루이 11세는 부르생크리스토프 지역을 되찾기 위해 장 드 레스컹, 코망주 백작, 도피네 총독으로 하여금 군사를 이끌고 사보이아 백국과 전투를 벌이기도 했다.
프랑스 혁명 대에는 '부르상퐁텐' (Bourg-sans-Fontaine)이란 이름이 붙여지기도 했다. 1944년 7월 2일 제2차 세계대전 중에는 영국 공군 소속 모스키토 경폭격기 한 대가 히곳 마을에 추락하였다. 당시 폭격기에는 뉴질랜드에서 온 프레더릭 코트럴과 T.D 드 렌지가 타고 있었는데 이 중 코트럴이 추락으로 사망하였으며 이후 두아 국립 공동묘지에 안장되었다. 폭격기가 추락한 원인에 대해서는 밝혀지지 않았다.

## 인구
| 연도 | 인구  | ±%    |
| ---- | ----- | ----- |
| 2006 | 1,035 | —     |
| 2007 | 1,065 | +2.9% |
| 2008 | 1,095 | +2.8% |
| 2009 | 1,147 | +4.7% |
| 2010 | 1,173 | +2.3% |
| 2011 | 1,201 | +2.4% |
| 2012 | 1,230 | +2.4% |
| 2013 | 1,258 | +2.3% |
| 2014 | 1,270 | +1.0% |
| 2015 | 1,284 | +1.1% |
| 2016 | 1,325 | +3.2% |

## 같이 보기
- 앵 주의 코뮌 목록